# بيرنهام هويت
بيرنهام هويت (بالإنجليزية: Burnham Hoyt)‏ هو مهندس معماري أمريكي، ولد في 1887، وتوفي في 1960.

## معرض صور

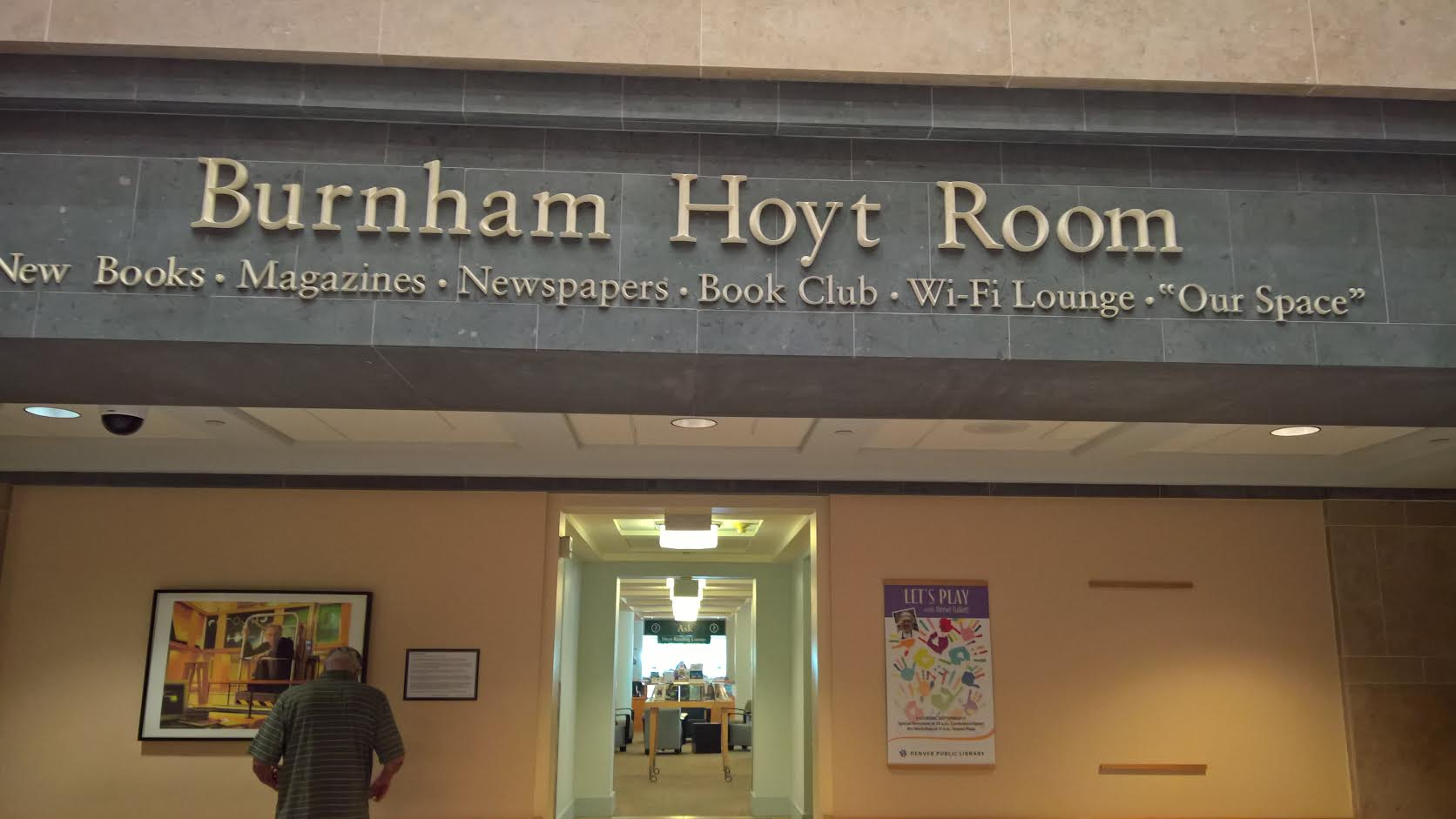
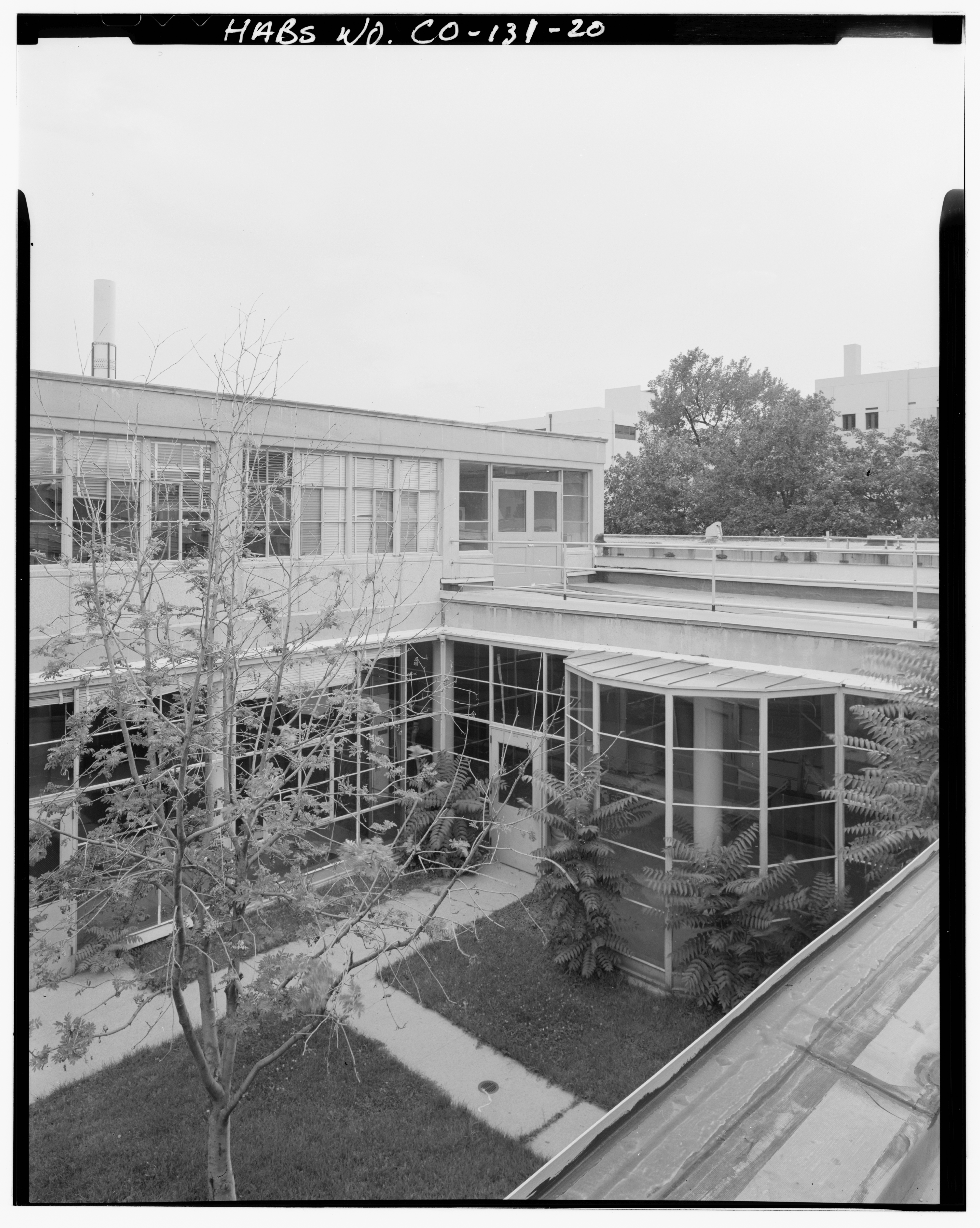
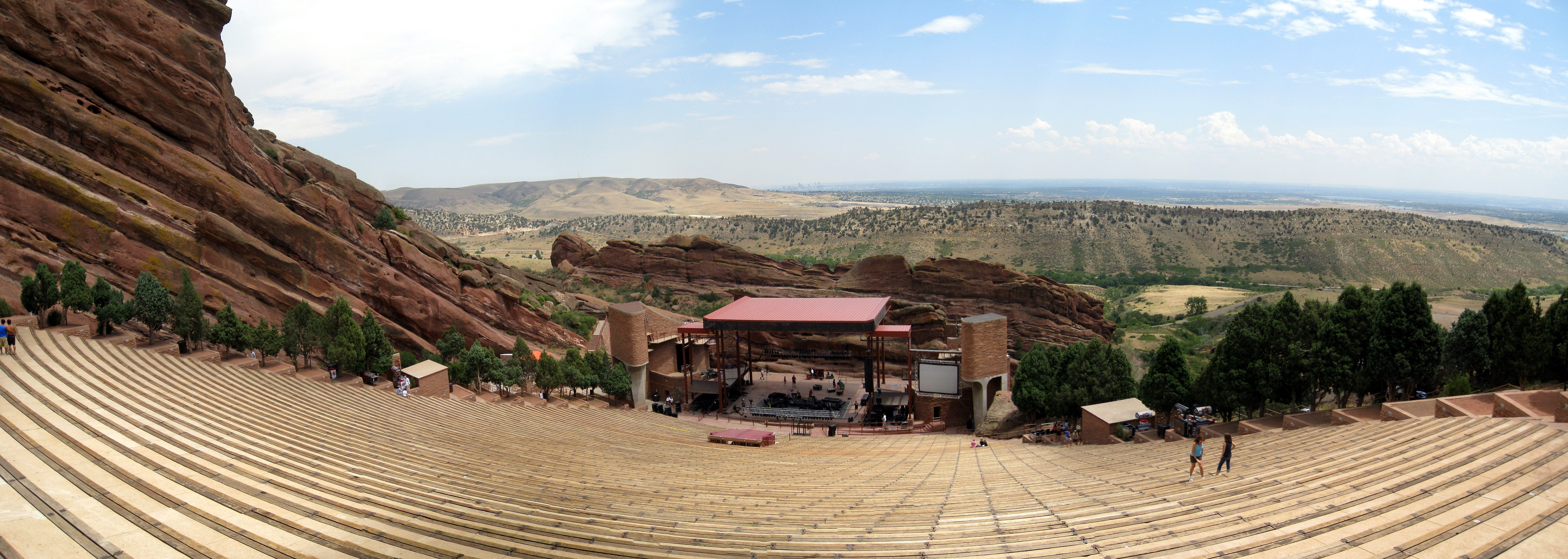
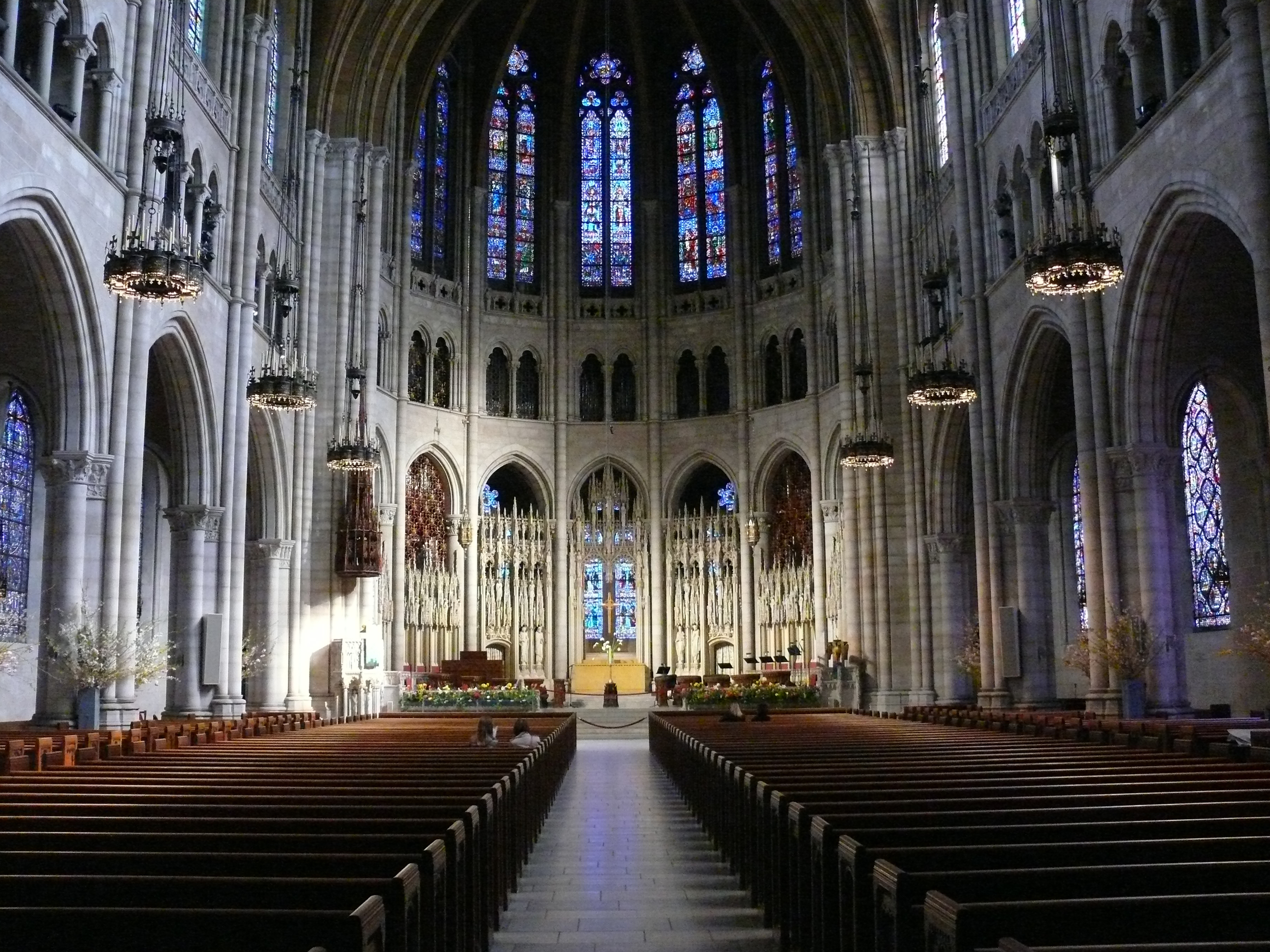
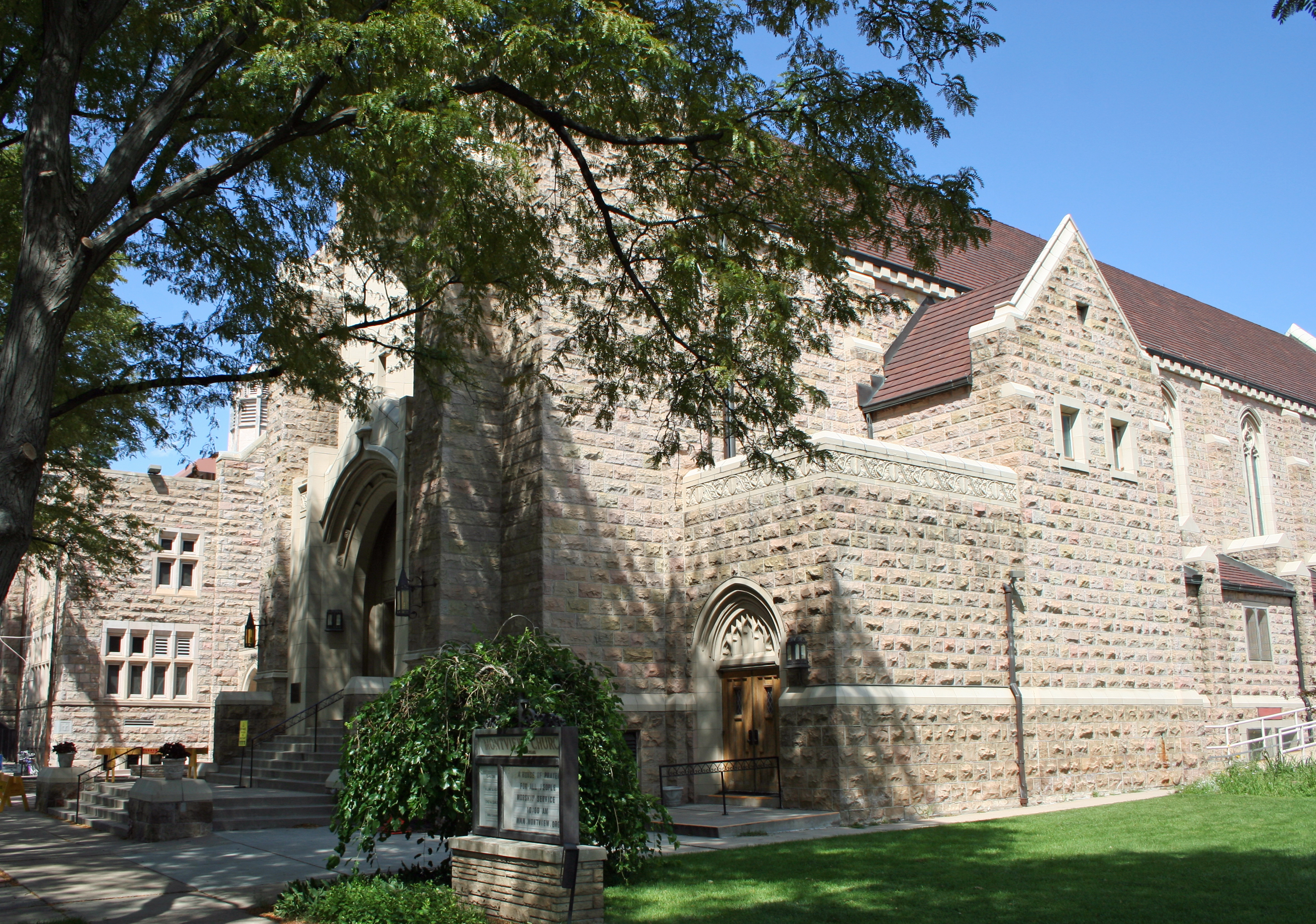